# Piškotek
Piškotek (angleško cookie) je v računalništvu podatek o uporabniku, ki ga spletni brskalnik shrani na računalniku ali drugi elektronski napravi za možnost nadaljnje uporabe. Gre za informacije, ki se ob obisku posamezne spletne strani shranijo na posameznikov računalnik in so ob ponovnem obisku iste strani uporabljene za prepoznavanje, sledenje in zbiranje specifičnih informacij o internetnih uporabnikih, kot so npr. preference do določenih strani/vsebin ali nakupovalne navade na spletu.

## Vrste piškotkov
Poznamo več vrst piškotkov:
- Začasni ali sejni piškotki (angl. session cookies) obstanejo od trenutka, ko uporabnik odpre brskalnik, pa do trenutka, ko sejo konča. Spletna mesta jih uporabljajo za shranjevanje začasnih informacij, na primer elementov v nakupovalnem vozičku, za večjo varnost pri spletnem bančništvu itd.
- Trajni ali shranjeni piškotki (angl. persistent cookies) ostanejo shranjeni več dni, mesecev ali celo let po tem, ko uporabnik zapre brskalnik in zaključi sejo. Spletna mesta jih uporabljajo npr. za shranjevanje informacij o registraciji, nastavitvah jezika strani itd., pa tudi za grajenje profilov uporabnikov in analiziranje prometa.
- Lastni piškotki (angl. 1st party cookies) so s spletnega mesta, ki si ga uporabnik ogleduje, in so lahko trajni ali začasni. Spletna mesta te piškotke uporabljajo za shranjevanje informacij, ki jih bodo znova uporabila, ko uporabnik naslednjič obišče to mesto.
- Drugi piškotki (angl. 3rd party cookies) izvirajo od drugih, partnerskih, spletnih mest (ki na primer prikazujejo oglase na izvirni spletni strani ali merijo promet). Tretje strani lahko na ta način zbirajo podatke o uporabnikih iz različnih spletnih mest in jih uporabljajo za različne namene, od oglaševanja, analitike pa do izboljšave svojih izdelkov. Taki piškotki predstavljajo večji poseg v zasebnost uporabnika.

## Privolitev uporabe
Evropska unija je sprejela spremembo direktive 2002/58/ES, ki uporabniku daje moč, da o piškotkih sam odloča. S tem mora upravljavec spletne strani pridobiti dovoljenje uporabnika, če želi uporabljati piškotke. V slovensko zakonodajo je to ureditev prinesla leta 2012 sprejeta sprememba zakona o elektronskih komunikacijah, uporabljati pa se je ureditev začela 15. junija 2013.